# Bansud
Bansud is een gemeente in de Filipijnse provincie Oriental Mindoro op het eiland Mindoro. Bij de laatste census in 2007 had de gemeente bijna 36 duizend inwoners.

## Geografie

### Bestuurlijke indeling
Bansud is onderverdeeld in de volgende 13 barangays:
| - Alcadesma - Bato - Conrazon - Malo - Manihala - Pag-asa - Poblacion | - Proper Bansud - Proper Tiguisan - Rosacara - Salcedo - Sumagui - Villa Pag-Asa |

## Demografie
Bansud had bij de census van 2007 een inwoneraantal van 35.664 mensen. Dit zijn 632 mensen (1,8%) meer dan bij de vorige census van 2000. De gemiddelde jaarlijkse groei komt daarmee uit op 0,25%, hetgeen lager is dan het landelijk jaarlijks gemiddelde over deze periode (2,04%). Vergeleken met de census van 1995 is het aantal mensen met 3.763 (11,8%) toegenomen.

De bevolkingsdichtheid van Bansud was ten tijde van de laatste census, met 35.664 inwoners op 343,47 km², 103,8 mensen per km².